# Кошею (комуна)
Кошею (рум. Coșeiu) — комуна у повіті Селаж в Румунії. До складу комуни входять такі села (дані про населення за 2002 рік):
- Аркід (509 осіб)
- Кошею (455 осіб) — адміністративний центр комуни
- Кіліоара (368 осіб)

Комуна розташована на відстані 400 км на північний захід від Бухареста, 15 км на північ від Залеу, 75 км на північний захід від Клуж-Напоки.

## Населення
За даними перепису населення 2002 року у комуні проживали 1332 особи.
Національний склад населення комуни:
| Національність | Кількість осіб | Відсоток |
| -------------- | -------------- | -------- |
| угорці         | 671            | 50,4%    |
| румуни         | 633            | 47,5%    |
| цигани         | 28             | 2,1%     |

Рідною мовою назвали:
| Мова      | Кількість осіб | Відсоток |
| --------- | -------------- | -------- |
| угорська  | 671            | 50,4%    |
| румунська | 661            | 49,6%    |

Склад населення комуни за віросповіданням:
| Релігія        | Кількість осіб | Відсоток |
| -------------- | -------------- | -------- |
| православні    | 647            | 48,6%    |
| реформати      | 443            | 33,3%    |
| баптисти       | 221            | 16,6%    |
| греко-католики | 9              | 0,7%     |
| не релігійні   | 3              | 0,2%     |
| римо-католики  | 1              | 0,1%     |
| адвентисти     | 1              | 0,1%     |